# Operace Nachšon

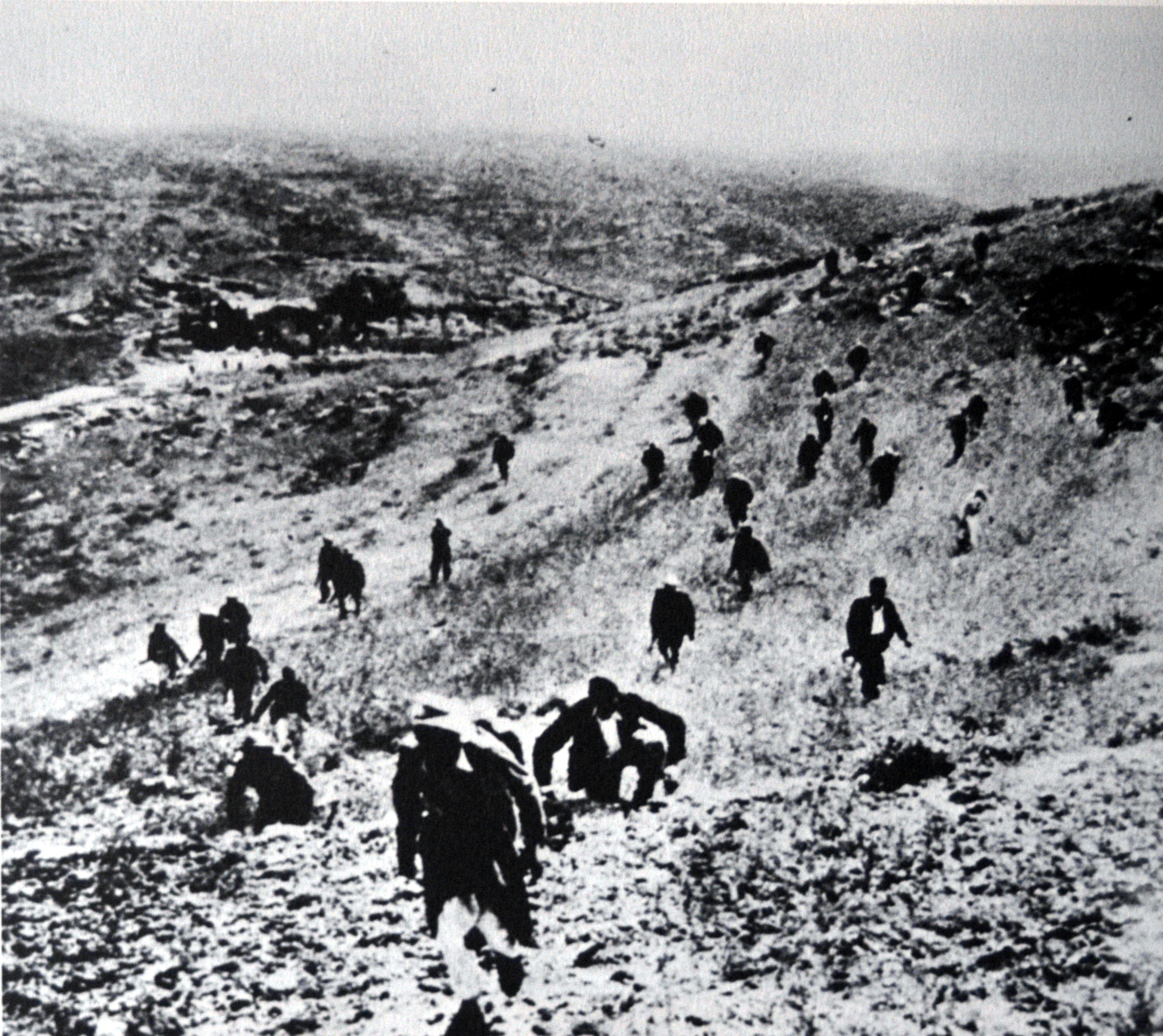
Boje o vesnici al-Kastal v rámci Operace Nachšon

Operace Nachšon (hebrejsky: מבצע נחשון, Mivca Nachšon) byla vojenská akce provedená v dubnu 1948, v době konce britského mandátu nad Palestinou, tedy ještě před vznikem státu Izrael, židovskými jednotkami Hagana, jejímž výsledkem bylo dočasné ovládnutí přístupového koridoru z pobřežní planiny do Jeruzaléma. Šlo o první židovskou vojenskou operaci během první arabsko-izraelské války, která měla charakter konvenční vojenské akce. Pojmenována je podle biblické postavy Nachšona.

## Dobové souvislosti
V listopadu 1947 přijala OSN plán na rozdělení Palestiny. Podle tohoto plánu měl být britský mandát nad Palestinou nahrazen dvěma samostatnými státy: židovským a arabským. V důsledku emocí předcházejících konci britského mandátu se v Palestině v letech 1947–1948 rozpoutala občanská válka mezi Židy a Araby, která se v měsících a týdnech před koncem mandátu zostřovala a kromě izolovaného násilí a teroristických útoků nabývala ráz konvenčního konfliktu. Součástí této občanské války bylo i obléhání Jeruzaléma, jehož židovská populace byla stále více odříznuta od zásobování z pobřežní nížiny kvůli arabským útokům ve vesnicích v Judských horách, zejména ve strategické soutěsce Ša'ar ha-Gaj (Báb al-Vád). Touto soutěskou také vedl vodovod do Jeruzaléma.

## Průběh operace
David Ben Gurion trval na rozdíl od mnoha členů vojenského vedení Hagany na silném a koncentrovaném útoku v síle jedné brigády, který by prolomil obležení Jeruzaléma. Kvůli tomu bylo nutné soustředit rozsáhlé vojenské síly a vybavení a to i na úkor jiných regionů mandátní Palestiny. Cílem operace bylo vytvořit koridor, který by v pobřežní nížině měl šířku cca 6 mil, v Judských horách cca 2 míle. Pomocí obsazení strategických návrší a sousedních arabských vesnic mělo být umožněno zásobování Jeruzaléma prostřednictvím velkých ozbrojených konvojů. Pro tento účel byla zorganizována vojenská skupina čítající cca 1500 mužů, rozdělená do tří praporů. Jeden prapor měl zajistit území v pobřežní nížině mezi arabskou vesnicí Khulda a výšinou Latrun, druhý prapor mezi Latrunem a židovskou vesnicí Kirjat Anavim nedaleko západního okraje Jeruzaléma. Třetí prapor by byl připraven jako záloha.
Vedení akce se ujal Šim'on Avidan, velitel Brigády Giv'ati. Krátce před spuštěním operace se do Palestiny podařilo dostat první zásilku zbraní z Československa (Operace Chasida). Šlo o pušky a lehké kulomety. Startu operace předcházely některé drobnější akce jako útok na velitelské stanoviště Arabů poblíž města Ramla a také dobytí arabské vesnice al-Kastal v horách u Jeruzaléma. Operace Nachšon byla spuštěna 5. dubna 1948. Židovské jednotky obklíčily sedm arabských vesnic a dobyly vesnice Khulda a Dejr Muchejsin v pobřežní nížině. Elitní jednotky Palmach zároveň obsadily vesnici Bajt Machsir poblíž soutěsky Ša'ar ha-Gaj. O půlnoci pak z židovské vesnice Chulda vyrazil velký konvoj civilních i vojenských vozů a díky krytí Hagany dosáhl po 10 hodinách Jeruzalém. Díky přísunu zásob mohla židovská populace Jeruzaléma vydržet další týdny.
7. a 8. dubna 1948 se Arabové pokusili o protiútok v oblasti vesnice al-Kastal, kde se pak odehrávalo několik vln vojenských konfrontací, při kterých byl zabit arabský vojenský předák Abd al-Kadir al-Husajni. Operace Nachšon byla první vojenskou akcí Hagany s rysy konvenční války a standardním operačním dělením útvarů. Zároveň šlo o první operaci, jejímž cílem bylo dobýt arabské území. Praktický výsledek ale byl dočasný. Do Jeruzaléma projely ještě dva další konvoje a 20. dubna 1948 byla soutěska Ša'ar ha-Gaj opět uzavřena arabskými ostřelovači. Souběžně s Operací Nachšon proběhl také kontroverzní útok na arabskou vesnici Dejr Jásin, takzvaný masakr v Dejr Jásin, při kterém vojenské jednotky Irgunu a Lechi (nepodléhající Haganě) zabily velké množství arabských civilistů.